# 合一堂香港堂

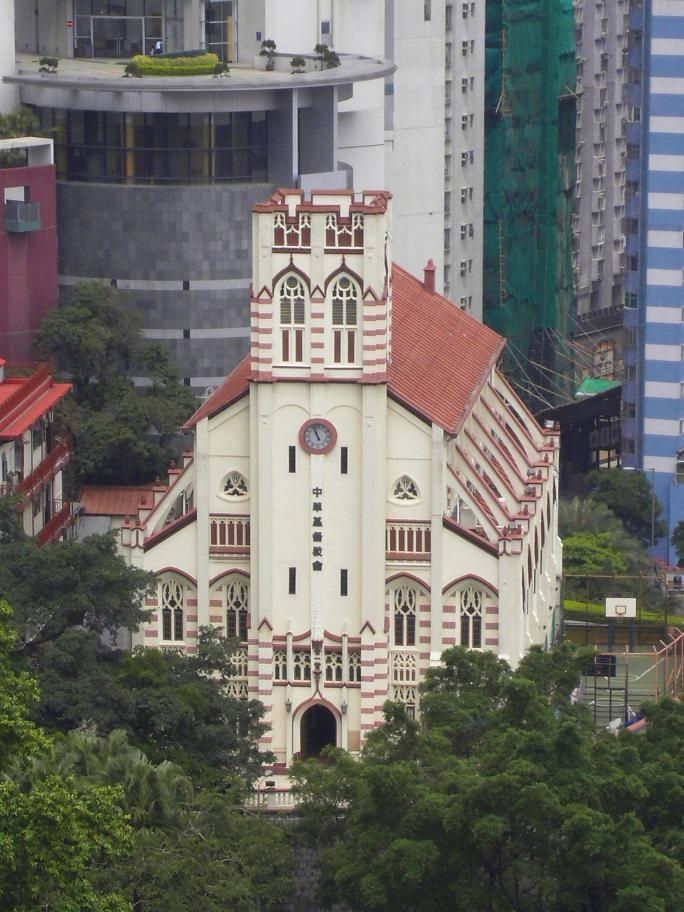
合一堂香港堂

合一堂香港堂，全稱中華基督教會合一堂香港堂，是香港中華基督教會合一堂的總堂，位於香港島半山區般咸道2號，建於1926年，現已被評定為香港一級歷史建築。

## 歷史
合一堂香港堂是香港第一座由華人教徒集資興建的基督教堂，於1926年10月10日落成啟用。合一堂香港堂前身是倫敦傳道會的道濟會堂，後來會堂加入中華基督教會，其華人教徒集資興建新堂址後改名為合一堂。

## 設施
- 合一堂幼稚園
- 職員宿舍
- 停車場
- 教堂